# Akkerhaugen Station
Akkerhaugen Station (Akkerhaugen stasjon) var en jernbanestation på Sørlandsbanen, der lå i Sauherad kommune i Norge.
Stationen blev oprettet 18. december 1922, da banen blev forlænget fra Nordagutu til Gvarv. Oprindeligt hed den Akkerhaugana, men den skiftede navn til Akkerhaugen 26. juli 1924. Den blev nedgraderet til holdeplads 25. juni 1928 men atter opgraderet til station 15. juni 1952. 25. november 1968 blev den nedgraderet til holdeplads for anden gang og 1. november 1970 til trinbræt. Stationen blev nedlagt 27. maj 1990. Den blev imidlertid genåbnet 31. maj 1992. Betjeningen med persontog ophørte 16. juni 2002, og senere blev stationen nedlagt igen.
Stationsbygningen blev opført efter tegninger af Gudmund Hoel og Jens Flor ved NSB Arkitektkontor. Den er nu solgt fra til private.